# Ljekoviti sipan
Ljekoviti sipan  (miloduh, izop, lat. Hyssopus officinalis), biljka je iz roda Izopa (Hyssopus), udomaćena u Južnoj Europi, Srednjem Istoku, te u području koje okružuje Kaspijsko jezero. Od davnine se koristi kao ljekovita i začinska biljka,više ga se puta spominje u Bibliji. Kod nas je ljekoviti sipan razmjerno rijetka biljka,ima ga na nekoliko lokaliteta na sjevernom,te srednjem Velebitu.

## Ljekovitost
Izop je jedna od najstarijih ljekovitih biljaka koju je koristio i poznati grčki liječnik Hipokrat .
U medicini se koriste dijelovi stabljika s listovima i cvjetovima. Prema terapeutskom učinku, izop je sličan ljekovitoj kadulji .Uključen je u farmakopeju Rumunjske, Francuske, Njemačke, Portugala i Švedske.
U Bugarskoj se preporučuje za kronični bronhitis i katar crijeva kao sredstvo za smanjenje znojenja, kao antiseptik. U narodnoj medicini u Bugarskoj koristi se za dispepsiju, konstipaciju, anemiju i kao ekspektorans .
U ruskoj narodnoj medicini lišće i cvjetni vrhovi izopa koriste se kao ekspektorans kod kroničnog katara gornjih dišnih putova (bronhitis, traheitis, laringitis ), kao i kod bronhijalne astme, nervoze, angine, prekomjernog znojenja, reumatizma, za kronični kolitis, kod nadutosti kao antihelminitik, diuretik i blagi tonik.
Eksperimentalno je dokazano antimikrobno djelovanje eteričnog ulja izopa. Predloženo je da se koristi u smjesi s bilo kojom masnom bazom kao lijek za gnojne kožne bolesti stafilokoknog porijekla.
Infuzija i uvarak izopa mogu se koristiti izvana za pranje očiju,  za stomatitis, bolesti ždrijela i promuklost, kao i za obloge za modrice,  i kao sredstvo za zacjeljivanje rana

## Sastav
Sadrži od 0,6 do 2 % eteričnog ulja, flavonoide (diosmin, izopin, hesperidin), taninske i gorke tvari, smolu, triterpenske kiseline (ursolnu i oleanolnu), te do 0,2% vitamina C.

## Vanjske poveznice
|  | Zajednički poslužitelj ima stranicu o temi Hyssopus officinalis    |
|  | Zajednički poslužitelj ima još gradiva o temi Hyssopus officinalis |
|  | Wikivrste imaju podatke o taksonu Hyssopus officinalis             |

- "Herb to Know: Hyssop"  Arhivirana inačica izvorne stranice od 9. rujna 2012. (Wayback Machine)—The Herb Companion